# Edward Brooker
 (janvier 2025).
Si vous disposez d'ouvrages ou d'articles de référence ou si vous connaissez des sites web de qualité traitant du thème abordé ici, merci de compléter l'article en donnant les références utiles à sa vérifiabilité et en les liant à la section « Notes et références ».
Pour les articles homonymes, voir Brooker.
William Edward Brooker (4 janvier 1891 18 juin 1948) était un homme politique travailliste australien. Il devint le 31e premier Ministre de Tasmanie le 19 décembre 1947 alors que Robert Cosgrove devait faire face à des accusations de corruption.

## Biographie

### Débuts
Brooker est né à Hendon, dans la banlieue de Londres. Il commença à travailler comme commis à l’Asiatic Petroleum Company puis  s'occupa de l'entreprise de son père. 
Membre de la Territorial Force, la composante des bénévoles de l'Armée britannique et  précurseur de la Territorial Army. Pendant la Première Guerre mondiale, il servit dans le Royal Army Medical Corps à Gallipoli, Thessalonique et en Palestine. 
Avoir quitté l'armée en tant que sergent en 1919, Brooker épouse Lydia Wilson à Londres et en 1921 est tenté par l'offre de libre passage vers l'Australie. Brooker, sa femme et leur bébé arrivèrent à Melbourne le 31 août 1921 et s'installèrent en Tasmanie où il travailla comme ouvrier agricole, puis comme plombier à la chocolaterie Cadbury de Claremont. 

### Carrière politique
En tant que plombier, Brooker a été membre de la branche australienne de l’Amalgamated Engineering and Electrical Union et rejoignit le Parti travailliste australien, devenant candidat malheureux du parti pour le district de Franklin aux élections au parlement de Tasmanie. De nouveau candidat en 1934, il est élu le 9 juin 1934. il devient ministre des transports du gouvernement de Robert Cosgrove (1939-42), ministre du budget (1939-43) et ministre du Tourisme (1942-43). En novembre 1943, il est nommé ministre de l'Aménagement et des Travaux et, en 1946, ministre de la Reconstruction après la guerre. 
En décembre 1947, le premier ministre Robert Cosgrove est inculpé pour corruption. Cosgrove se retire de son poste de premier ministre lors de son procès et Brooker le remplace le 19 décembre 1947. Le procès s'achève en février l'année prochaine, et les accusations portées contre Cosgrove sont abandonnées. Brooker se retire après avoir été seulement deux mois premier ministre et Cosgrove reprend son poste, nommant Brooker ministre des Finances et ministre des Transports.  Quatre mois après sa démission, Brooker décède à son domicile d'un œdème pulmonaire, le 18 juin 1948.